# 힌두력

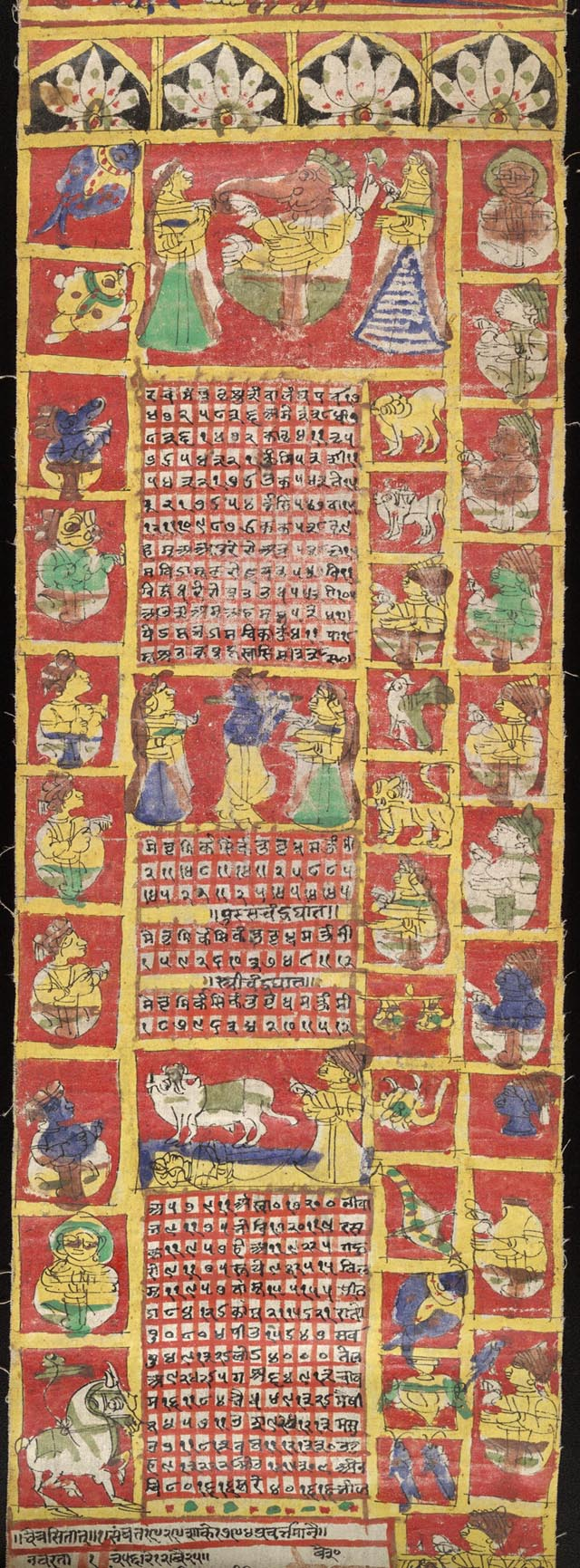
힌두교 달력 (서기 1871-72년)

힌두력은 인도의 전통 역법의 총칭이다. 태음태양력에 속하지만 지역에 따라 다양한 변종이 있는데, 기본적으로 힌두력은 12개월의 태음월, 즉 달의 위상이 12번 바뀌는 것에 기초한 것으로 총 354일로 구성되어 있으며, 힌두력과 365일의 태양력 사이의 차이는 30개월마다 더해지는 윤월을 이용하여 부분적으로 해결한다.
인도 정부는 1957년에 인도 국정력을 제정하였는데, 인도 국정력은 전통적인 사카기원을 기원으로 하고 있으며 전통적인 달 이름을 사용하고 있지만, 전통적인 역법과 다르게 단순한 태양력이다.

## 같이 보기
- 힌두교
- 힌두 점성술